# Tiquisate
Tiquisate, Pueblo Nuevo Tiquisate – miasto w południowej Gwatemali, w departamencie Escuintla, 86 km na zachód od stolicy departamentu miasta Escuintla. Miasto leży na nizinie w odległości 35 km od  wybrzeża  Pacyfiku i w odległości kilku km od granicy z sąsiednim departamentem Suchitepéquez.  Według danych szacunkowych w 2012 roku liczba ludności miasta wyniosła 23 041 mieszkańców.

## Gmina Tiquisate
Jest siedzibą władz gminy o tej samej nazwie, która w 2012 roku liczyła 57 558 mieszkańców. Gmina, jak na warunki Gwatemali, jest średniej wielkości, a jej powierzchnia obejmuje 338 km².